# 森公平
森 公平（もり こうへい、1988年4月12日 - ）は、日本の男性歌手、フリーのタレント、俳優。大阪府出身。
男性アイドルグループ・新選組リアンとサーターアンダギーの元メンバー。
身長171cm、体重55kg。大阪国際大学出身。愛称は「こうへい」「はむへい」など。

## 略歴
滋賀県生まれ、大阪府枚方市育ち。趣味は人間観察、草野球。特技はものまねで、レパートリーには嵐山の猿、ナインティナインの岡村隆史の顔真似など。
2009年、『人生が変わる1分間の深イイ話』で発表された、島田紳助プロデュースによる京都市を中心とする地域密着型のアイドル開発プロジェクト「平成の新選組プロジェクト」に応募、最終選考まで進む。後に、書類審査で落とされていたが、紳助の自宅に置かれていた書類を紳助の娘が見て、「オトン、この子は採らなアカンで」と言い、書類審査を突破出来た事を明かしている。最終オーディションでホストのアルバイトをしていると明らかになるが、「合格したらホストは辞めます」と明言した。大学生5人組アイドルユニット・新選組リアンのメンバーとなる。新選組リアンの中では最年長であり、國定拓弥と同学年であるが、誕生日が早い森がリーダーに就任した。
2009年10月、『クイズ!ヘキサゴンII』に回答者として単独で出演し、そのまま新選組リアンで唯一の常連出演者となる。番組内では下位争いの常連であった。2010年1月、『ヘキサゴンII』において山田親太朗を中心としたユニット・サーターアンダギーのメンバーになると発表（もう一人はオーディションで選ばれた松岡卓弥）、以降二つのグループを掛け持ちして活動する。サーターアンダギーとして活動する際は必ず「森公平（新選組リアン）」と表記されている。
2010年11月に新選組リアンのリーダーを退任した。退任について「『もっとしっかりやれ』と言われてクビになった」と明かしている。
2012年7月、語学習得のため韓国に短期留学をした。その全日程に密着したドキュメントがサーターアンダギーのアルバム付属DVDに特典映像として収録されている。
2013年2月にサーターアンダギー、2014年10月に新選組リアンが解散した。
現在は俳優業の傍ら、森キャンプ公平として活動の場をYouTubeに広げている。
2025年5月31日をもって吉本興業を辞め、6月1日よりフリーとして活動してゆくとのこと。

## 出演

### テレビ
- クイズ!ヘキサゴンII（2009年10月14日 - 2011年9月28日、フジテレビ）
- 紳助社長のプロデュース大作戦!（2010年4月 - 2011年8月、TBS） - アルバイトとして不定期出演。
- ラストキス〜最後にキスするデート（2016年2月2日、TBS）
- 桃色探訪〜伝説の風俗〜（2021年1月1日、チャンネルNECO）- 居酒屋の店主 役[11]
- ソロ活女子のススメ 第11話（2021年6月12日、テレビ東京） - バーベキュー客 役[12]
- 正直不動産 第6話（2022年5月10日、NHK）- 月下の客 役
- 日本テレビ開局70年記念ドラマ　テレビ報道記者〜ニュースをつないだ女たち〜（2024年3月5日、日本テレビ）- 記者 役

### 舞台
- マイホーム・オン・ザ・ビーチ 〜ヘキサな海の家〜（2010年8月、東京グローブ座） - 借金取り役
- 女鼠小僧笑譚（2013年5月、中目黒ウッディシアター）
- マッコリ兄弟と感動の巨大キャンバス（2014年11月、神保町花月）
- 聖☆明治座・るの祭典 ～あんまりカブると怒られちゃうよ～（2014年12月19日 - 23日、明治座 / 12月27日、梅田芸術劇場メインホール）
- ザ・レインボーナイト(2015年9月15日 - 19日、神保町花月)
- ラブ・オール!2nd Season(2015年11月17日 - 21日、神保町花月)
- Why it die(2016年3月8日 - 12日、神保町花月)
- シェア・ザ・ワールド(2016年5月10日 - 15日、神保町花月)
- ピラミッドだぁ!（2016年8月28日 - 29日、草月ホール）
- 4S企画 Presents　THRee’S[スリーズ]（2017年9月15日 - 24日、CBGKシブゲキ!!）
- モブサイコ100（2018年1月6日 - 14日、天王洲銀河劇場） - 犬川豆太 役
- 火花〜Ghost of the Novelist〜（2018年3月30日 - 4月15日、紀伊國屋ホール / 5月9日 - 12日、松下IMPホール）
- モブサイコ100 裏対裏（2018年9月13日 - 17日、天王洲銀河劇場 / 9月20日 - 23日、新神戸オリエンタル劇場） - 犬川豆太 役
- みんなのうた（2019年4月10日 - 14日、劇場MOMO）
- 赤と黒 サムライ・魂（2019年5月25日 - 31日、東京国際フォーラム ホールC / 6月5日 - 9日、COOL JAPAN PARK OSAKA TTホール / 6月21日、東海市芸術劇場） - 鶴川藩下級武士・佐伯主馬 役
- TRIPLEPLAY presents ダンスエンターテインメントミュージカル　星の見た夢（2019年8月22日 - 23日、スクエア荏原・ひらつかホール / 9月1日、小岩アーバンプラザ）
- 素敵なカミングアウト（2019年10月16日 - 20日、新宿シアターモリエール） - 苫米地次郎 役
- IKKAN Creating Works 4th Stage　象面ガネーシャ（2020年1月22日 - 2月2日、サンモールスタジオ）
- MOTHER ～特攻の母 鳥濱トメ物語～（2020年11月18日 - 23日、新国立劇場 小劇場 THE PIT）
- モブサイコ100 激突!爪第7支部（2021年8月6日 - 15日、ヒューリックホール東京） - 宮蛾輪 役

### 配信ドラマ
- 失恋不可避（2023年9月30日 - 10月28日〈予定〉、YouTube）[13]